# Ziziphus rugosa
Ziziphus rugosa är en brakvedsväxtart som beskrevs av Jean-Baptiste de Lamarck. Ziziphus rugosa ingår i släktet Ziziphus och familjen brakvedsväxter.

## Underarter
Arten delas in i följande underarter:
- Z. r. glabra
- Z. r. glabrescens

## Bildgalleri

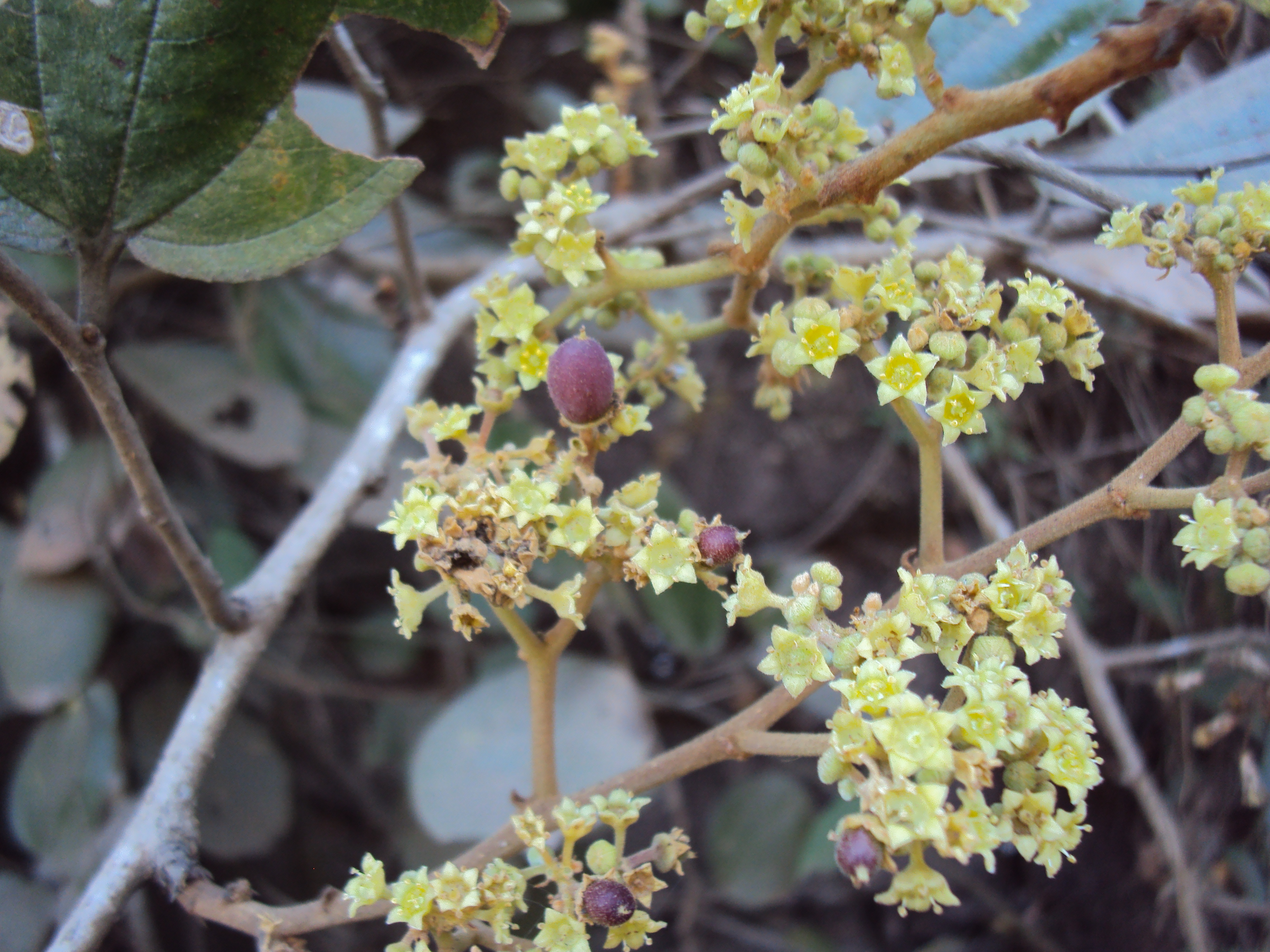
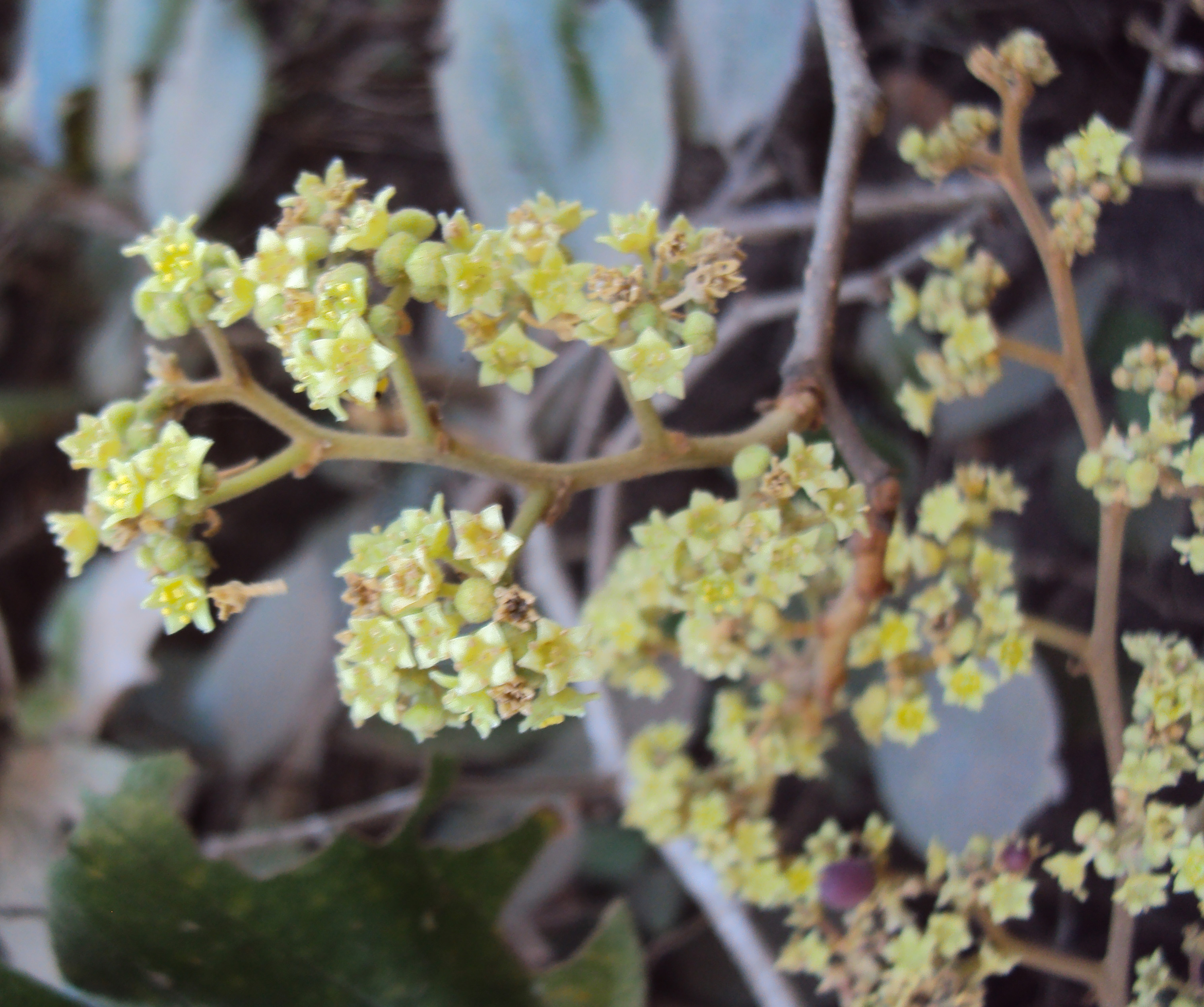
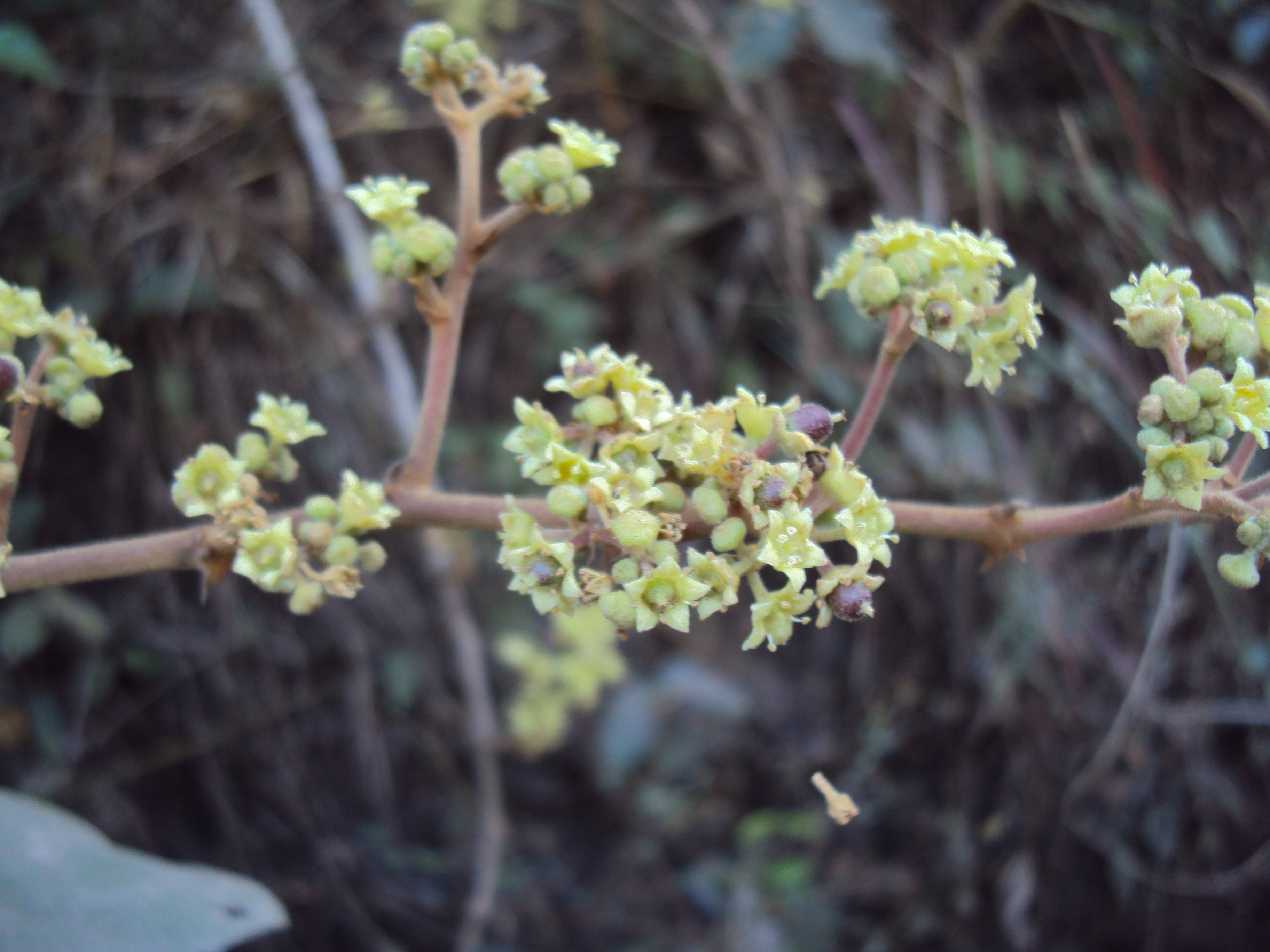
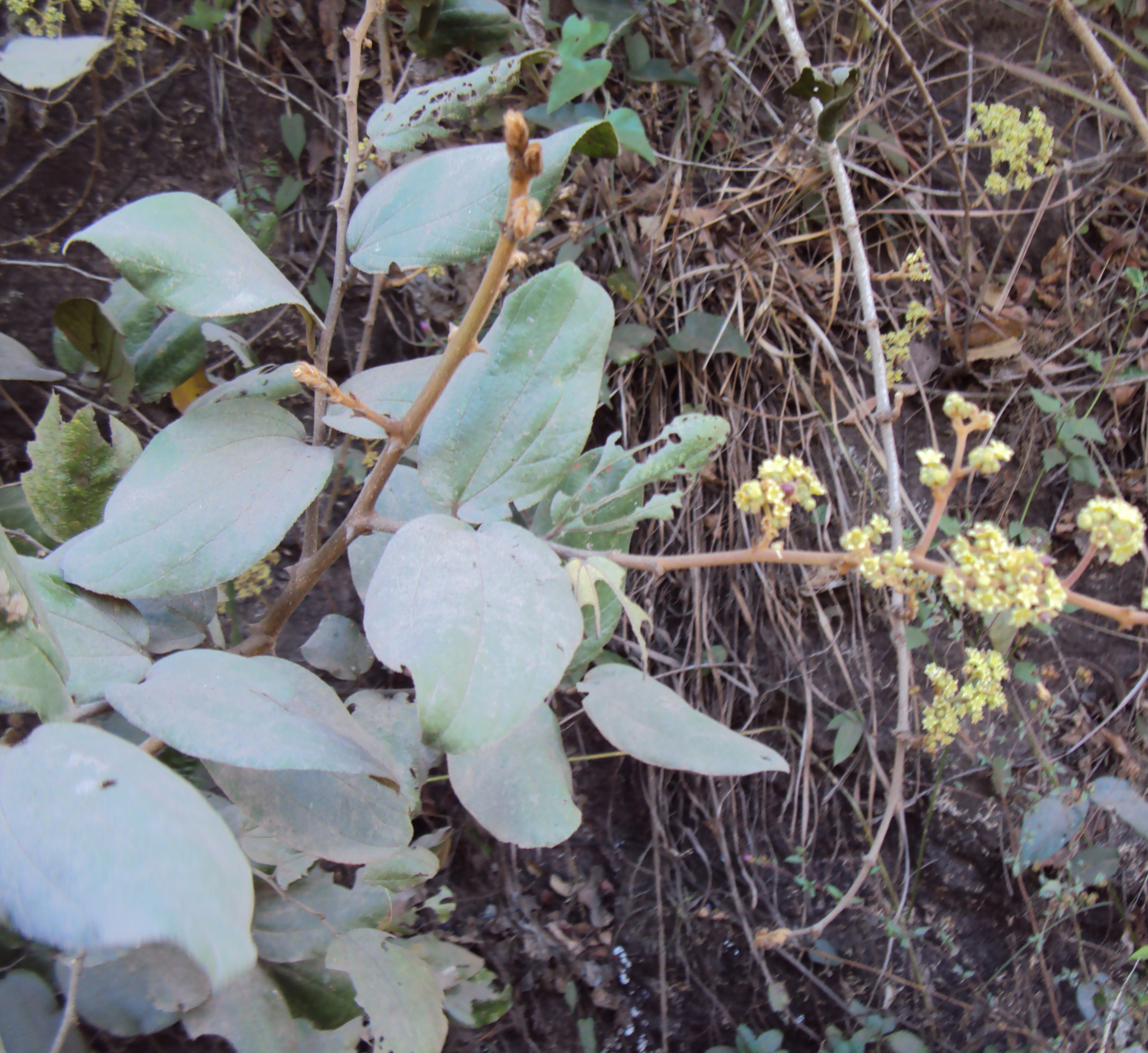